# آنتونی زیمر
آنتونی زیمر (به انگلیسی: Anthony Zimmer) فیلمی محصول سال ۲۰۰۵ و به کارگردانی ژروم سال است. در این فیلم بازیگرانی همچون سوفی مارسو، ایوان آتال، سامی فری، ژیل للوش، دانیل اولبریخسکی و سمیر گسمی ایفای نقش کرده‌اند.